# 東筑 (北九州市)
東筑（とうちく）は福岡県北九州市八幡西区の地名。東筑一丁目から二丁目の町がある。住居表示実施済み。郵便番号は807-0832。

## 地理
八幡西区の北部西側に位置し、北から北東に南鷹見町、東から南東に則松、南に大膳、西に西折尾町，堀川町と接する。
なお、区内に北筑という町丁があるが、東筑の方が北筑よりも北に位置している。

### 河川
- 一級河川 新々堀川

## 地域の特徴
西縁に沿って新々堀川が北流する。南端は国道3号に接する。一丁目南側にある福岡県立東筑高等学校付近は小高い丘となっている。一丁目北側には法華宗妙応寺が、二丁目北側には浄土宗正願寺がある。

## 歴史
一丁目はかつて大字折尾の字、瀬道田，末里，左近田，四反田と呼ばれていた地域であり、左近田は公園名として残っている。二丁目は大字折尾の字清水ヶ元と呼ばれていた地域である。
この辺りは明治31年に発足した県内初の中学校、東筑尋常中学校（現：東筑高等学校）の門前町として発展した地域であり、それにちなんで中学通りとも通称されていた。現在の地名も東筑高等学校にちなんでいる。

### 沿革
- 1974年（昭和49年）4月1日 - 東筑一丁目，二丁目新設[4]。

### 町名の変遷
| 実施内容          | 実施年月日               | 実施後     | 実施前                     |
| ----------------- | ------------------------ | ---------- | -------------------------- |
| 町名新設 住居表示 | 1974年（昭和49年）4月1日 | 東筑一丁目 | 大字折尾の一部             |
| 町名新設 住居表示 | 1974年（昭和49年）4月1日 | 東筑二丁目 | 大字折尾，大字則松の各一部 |

## 世帯数と人口
2025年（令和7年）3月31日現在（北九州市発表）の世帯数と人口は以下の通りである。
| 町         | 世帯数  | 人口  |
| ---------- | ------- | ----- |
| 東筑一丁目 | 99世帯  | 156人 |
| 東筑二丁目 | 137世帯 | 212人 |
| 計         | 236世帯 | 368人 |

### 人口の変遷
国勢調査による人口の推移。
| 1995年（平成7年）  | 919人 | [ 6 ]  |  |
| 2000年（平成12年） | 854人 | [ 7 ]  |  |
| 2005年（平成17年） | 800人 | [ 8 ]  |  |
| 2010年（平成22年） | 665人 | [ 9 ]  |  |
| 2015年（平成27年） | 636人 | [ 10 ] |  |
| 2020年（令和2年）  | 420人 | [ 11 ] |  |

### 世帯数の変遷
国勢調査による世帯数の推移。
| 1995年（平成7年）  | 450世帯 | [ 6 ]  |  |
| 2000年（平成12年） | 397世帯 | [ 7 ]  |  |
| 2005年（平成17年） | 402世帯 | [ 8 ]  |  |
| 2010年（平成22年） | 357世帯 | [ 9 ]  |  |
| 2015年（平成27年） | 381世帯 | [ 10 ] |  |
| 2020年（令和2年）  | 236世帯 | [ 11 ] |  |

## 学区
市立小・中学校に通う場合、学区は以下の通りとなる。
| 丁目       | 街区・戸番 | 小学校                 | 中学校               |
| ---------- | --- | ---------------------- | -------------------- |
| 東筑一丁目 | 全域 | 北九州市立則松小学校   | 北九州市立則松中学校 |
| 東筑二丁目 | 1 - 3番，4番1 - 19号，4番35号以上， 5番1号，5番3 - 10号，5番24号以上， 6番，7番1 - 9号，7番28号以上，8 - 11番 | 北九州市立則松小学校   | 北九州市立則松中学校 |
| 東筑二丁目 | 4番20 - 34号，5番2号，5番11 - 23号，7番10 - 27号                                                              | 北九州市立折尾西小学校 | 北九州市立則松中学校 |

## 交通

### 道路
- 国道3号

## 施設

### 教育施設
- 福岡県立東筑高等学校

### 寺社
- 法華宗（本門流）妙応寺
- 浄土宗正願寺

### 公園
- 左近田公園